# Davide Succi
Davide Succi (Bologna, 11 ottobre 1981) è un allenatore di calcio ed ex calciatore italiano, di ruolo attaccante, responsabile tecnico del vivaio del Cesena.

## Biografia
Il 14 marzo 2009 è diventato padre per la prima volta.
È soprannominato il Cigno.
Ha frequentato l'Istituto tecnico per geometra Pacinotti di Bologna.

## Caratteristiche tecniche
Classica prima punta vecchia maniera col gran feeling con la rete, nelle squadre in cui ha militato ne è stato spesso il rigorista.

## Carriera

### Inizi
Cresciuto nel quartiere San Donato, muove i primi passi nella U.S. Pegaso, società satellite della blasonata A.C Croce Coperta Turris. La sua carriera di calciatore professionista, dopo il passaggio a San Lazzaro, inizia nella stagione 1997-1998 nell'Iperzola (poi Boca San Lazzaro) in Serie C2.
Notato dai dirigenti del Milan, l'anno seguente entra a far parte della squadra Primavera della società milanese e dopo due stagioni, dopo la vittoria del Torneo di Viareggio del 1999, viene acquistato dal Chievo in Serie B.
Nei quattro anni successivi cambia diverse squadre, ovvero Poggese, Padova, Como e SPAL. Nel campionato 2004-2005 fa il salto decisivo di categoria ritornando al Chievo in Serie A, riuscendo ad esordire a due minuti dalla fine di Brescia-Chievo il 6 novembre 2004. A gennaio 2005 si trasferisce alla Lucchese.

### Ravenna
Dopo una breve apparizione alla Lucchese nel 2005-2006, finisce al Ravenna, mettendosi in evidenza già nel primo anno con 33 presenze e sette reti.
Nella stagione 2006-2007 segna 18 reti in 34 partite contribuendo alla risalita della squadra romagnola in Serie B.
Nella stagione 2007-2008, realizza 17 reti, ma ciò non basta a salvare il Ravenna dalla retrocessione.
Il 23 agosto 2008 il Ravenna gioca in casa del Palermo, partita valida per il Terzo turno di Coppa Italia: Succi è protagonista del match con una doppietta (e in totale fanno 4 in tutta la competizione), grazie alla quale il Ravenna riesce a battere il Palermo e a qualificarsi per il turno successivo.

### Palermo
Viene acquistato proprio dalla società siciliana il 1º settembre, ultimo giorno di calciomercato, in compartecipazione; coi rosanero firma un contratto da 400.000 euro a stagione. Gioca la sua prima partita in maglia rosanero il 21 settembre contro il Genoa (2-1 il risultato).
Segna il suo primo gol in Serie A il 23 novembre 2008 in Bologna-Palermo (1-1), alla terza presenza con i rosanero. A questo gol seguirà quello importantissimo dell'11 aprile 2009 a San Siro contro l'Inter (2-2), su assist di Miccoli, che fissa il risultato sul pareggio finale. Una settimana dopo si ripeterà siglando la rete del 2-0 al Bologna, partita finita poi 4-1. Nel finale di stagione arriveranno le reti contro Cagliari (5-1), Atalanta (2-2) e Sampdoria (2-2), per un totale di sei gol in 26 presenze di campionato. A fine stagione il suo cartellino viene interamente riscattato dalla società rosanero per 3 milioni di euro.
Nella stagione 2009-2010 gioca 6 partite di campionato (mai da titolare), ed è spesso costretto guardare le partite della tribuna. Pertanto, nel mese di gennaio passa in prestito al Bologna.

### Bologna
Il 26 gennaio 2010 passa in prestito gratuito con diritto di riscatto al Bologna, squadra della sua città natale.
Cinque giorni dopo esordisce con la nuova maglia entrando al 79' al posto di Henry Giménez nella 22ª giornata di campionato a Verona contro il Chievo (1-1). La terza presenza in rossoblu, in Livorno-Bologna (0-1), coincide con la sua prima partita da titolare, lasciando poi il campo a Marcelo Zalayeta al 65'.
Al Bologna è di fatto considerato una riserva, ottenendo 10 presenze complessive e solo un'altra da titolare, all'ultima giornata in trasferta contro il Cagliari (1-1), giocando tutti e 90 i minuti. A fine stagione non viene riscattato dal Bologna tornando così al Palermo per fine prestito.

### Doppio ritorno a Padova
Non rientrando nei piani tecnici del Palermo, il 18 agosto 2010 viene ufficializzato il suo passaggio in prestito con diritto di riscatto della metà del cartellino fissato ad 800.000 euro al Padova, formazione in cui aveva già militato ad inizio carriera, scendendo in Serie B; nella stessa trattativa è stato inserito il cartellino del difensore Nicola Maniero, che passa in Sicilia con la stessa formula.
Esordisce con la nuova maglia il 22 agosto 2010 nella prima giornata di campionato nel pareggio per 1-1 contro il Novara, segnando anche la rete che sblocca la partita al 10'. Il 10 settembre segna una doppietta nel 4-0 casalingo sulla Reggina (il primo gol su rigore, l'altro su azione).
Dopo una prima parte di stagione molto positiva, il 15 gennaio 2011, durante Novara-Padova (1-1), ha rimediato la rottura completa del tendine d'Achille della gamba sinistra in seguito ad uno scontro con Filippo Porcari, uscendo dal terreno di gioco in barella. Quattro giorni dopo è stato operato per la ricostruzione del muscolo. La sua annata è di fatto terminata qui, con 20 presenze in campionato e 15 gol (era capocannoniere fino a quel momento); a fine stagione la sua squadra ha perso la finale dei play-off contro il Novara dopo il quinto posto nella stagione regolare. In seguito ad alcune complicazioni sorte durante la fase di recupero dall'infortunio, il 15 giugno 2011 è stato sottoposto ad un nuovo intervento chirurgico. Segue il mancato riscatto da parte del Padova, così il giocatore torna al Palermo.
Il 31 agosto 2011, ultimo giorno di calciomercato, torna in prestito al Padova.
Torna in campo il 5 novembre 2011, a undici mesi di distanza dall'infortunio, giocando il primo tempo della partita fra Padova e Cittadella del campionato Primavera. Il ritorno in prima squadra avviene il 6 gennaio 2012, entrando in campo all'89' di Ascoli-Padova (0-2). Torna al gol a quattordici mesi di distanza dall'ultima rete, nella 32ª giornata giocata il 25 marzo: con la sua realizzazione il Padova batte per 1-0 in trasferta il L.R. Vicenza. Chiude la stagione con 13 presenze.

### Cesena
Il 6 luglio 2012 passa a titolo definitivo e gratuito al Cesena firmando un contratto biennale.
Il 4 luglio 2013 prolunga il contratto fino al 30 giugno 2016. Con i bianconeri raggiunge i play-off e ottiene la promozione in Serie A dopo il doppio confronto con il Latina. Nella stagione 2014 2015 nel campionato di serie A segna 2 gol in tutto il campionato contro Milan (1-1) e H.Verona (3-3). Dal 2012 Succi ha collezionato 97 presenze e 25 gol.

### Chennaiyin
Nel 2016 passa al Chennaiyin, nella Indian Super League con l'allenatore Marco Materazzi alla guida. Segna il suo primo gol con questa maglia il 20 ottobre dello stesso anno contro il NorthEast United. Alla fine della sua esperienza al Chennaiyin raccoglie 13 presenze e 3 goal.

### Forlì e Hamrun Spartans e La Fiorita
il 6 gennaio viene ufficializzato il suo trasferimento al Forlì Calcio in Lega Pro.
Nel luglio 2017 a Coverciano si allena con altri giocatori svincolati e inizia il corso da allenatore UEFA B che consente di allenare in Serie D.
A novembre firma con gli Ħamrun Spartans segnando al suo debutto nel campionato maltese.
Nell’estate del 2018 firma con La Fiorita, squadra di San Marino dove giocherà i preliminari di UEFA Champions League 2018-2019 insieme ad Alessandro Cattelan, Adrián Ricchiuti, Damiano Tommasi e Andy Selva, tuttavia la squadra sammarinese esce al primo turno dopo aver perso 2-0 contro il Lincoln FC. 

### Fine carriera nei dilettanti
Nel gennaio 2019, firma con il Massa Lombarda, partecipante al campionato di Eccellenza dell'Emilia-Romagna. Nel novembre 2019 si accasa in Prima Categoria col Meldola.
Carriera da allenatore
La sua carriera di allenatore inizia nell'estate 2022. Il 3 giugno infatti il Classe, società Romagnola che disputerà il campionato di Eccellenza, comunica di avergli affidato la guida tecnica della prima squadra per la stagione 2022-23.
Il 2 luglio 2025 viene annunciato come nuovo responsabile tecnico del vivaio del Cesena.

## Statistiche

### Presenze e reti nei club
| Stagione            | Squadra         | Campionato      | Campionato | Campionato | Coppe nazionali | Coppe nazionali | Coppe nazionali | Coppe continentali | Coppe continentali | Coppe continentali | Altre coppe | Altre coppe | Altre coppe | Totale | Totale |
| Stagione            | Squadra         | Comp            | Pres       | Reti       | Comp            | Pres            | Reti            | Comp               | Pres               | Reti               | Comp        | Pres        | Reti        | Pres   | Reti   |
| ------------------- | --------------- | --------------- | ---------- | ---------- | --------------- | --------------- | --------------- | ------------------ | ------------------ | ------------------ | ----------- | ----------- | ----------- | ------ | ------ |
| 1996-1997           | Iperzola        | C2              | 0          | 0          | CI-C            | 1               | 0               |                    | -                  | -                  |             |             |             | 1      | 0      |
| 1997-1998           | Iperzola        | C2              | 9+1        | 0          | CI-C            | 3               | 1               |                    | -                  | -                  |             |             |             | 13     | 1      |
| Totale Iperzola     | Totale Iperzola | Totale Iperzola | 10         | 0          |                 | 4               | 1               |                    | -                  | -                  |             | -           | -           | 14     | 1      |
| 1998-1999           | Milan           | A               | 0          | 0          | CI              | -               | -               | -                  | -                  | -                  | -           | -           | -           | 0      | 0      |
| 1999-2000           | Milan           | A               | 0          | 0          | CI              | -               | -               | UCL                | -                  | -                  | SI          | -           | -           | 0      | 0      |
| Totale Milan        | Totale Milan    | Totale Milan    | 0          | 0          |                 | -               | -               |                    | -                  | -                  |             | -           | -           | 0      | 0      |
| 2000-2001           | ChievoVerona    | B               | 0          | 0          | CI              | -               | -               | -                  | -                  | -                  | -           | -           | -           | 0      | 0      |
| 2001-2002           | Poggese         | C2              | 32         | 14         | CI-C            | 2               | 0               |                    | -                  | -                  |             |             |             | 34     | 14     |
| 2002-2003           | Padova          | C1              | 29+2       | 11+0       | CI-C            | 8               | 6               |                    | -                  | -                  |             |             |             | 39     | 18     |
| 2003-gen. 2004      | Como            | B               | 10         | 0          | CI              | 1               | 0               | -                  | -                  | -                  | -           | -           | -           | 11     | 0      |
| gen.-giu. 2004      | SPAL            | C1              | 12         | 1          | CI-C            | -               | -               | -                  | -                  | -                  | -           | -           | -           | 12     | 1      |
| 2004-gen. 2005      | Chievo          | A               | 1          | 0          | CI              | 2               | 0               | -                  | -                  | -                  | -           | -           | -           | 3      | 0      |
| gen.-giu. 2005      | Lucchese        | C1              | 19         | 5          | CI-C            | 1               | 0               |                    | -                  | -                  |             |             |             | 20     | 5      |
| 2005-2006           | Ravenna         | C1              | 32         | 7          | CI-C            | 1               | 0               |                    | -                  | -                  |             |             |             | 33     | 7      |
| 2006-2007           | Ravenna         | C1              | 34         | 18         | CI-C            | 5               | 2               |                    | -                  | -                  |             |             |             | 39     | 20     |
| 2007-2008           | Ravenna         | B               | 37         | 16         | CI              | 2               | 0               | -                  | -                  | -                  | -           | -           | -           | 39     | 16     |
| ago. 2008           | Ravenna         | 1D              | -          | -          | CI              | 3               | 4               | -                  | -                  | -                  | -           | -           | -           | 3      | 4      |
| Totale Ravenna      | Totale Ravenna  | Totale Ravenna  | 103        | 41         |                 | 11              | 6               |                    | -                  | -                  |             | -           | -           | 114    | 47     |
| ago. 2008-2009      | Palermo         | A               | 24         | 7          | CI              | -               | -               | -                  | -                  | -                  | -           | -           | -           | 24     | 7      |
| 2009-gen. 2010      | Palermo         | A               | 6          | 0          | CI              | 0               | 0               | -                  | -                  | -                  | -           | -           | -           | 6      | 0      |
| Totale Palermo      | Totale Palermo  | Totale Palermo  | 30         | 7          |                 | 0               | 0               |                    | -                  | -                  |             | -           | -           | 30     | 7      |
| gen.-giu. 2010      | Bologna         | A               | 10         | 0          | CI              | -               | -               | -                  | -                  | -                  | -           | -           | -           | 10     | 0      |
| 2010-2011           | Padova          | B               | 20         | 15         | CI              | 0               | 0               | -                  | -                  | -                  | -           | -           | -           | 20     | 15     |
| 2011-2012           | Padova          | B               | 14         | 1          | CI              | 0               | 0               | -                  | -                  | -                  | -           | -           | -           | 14     | 1      |
| Totale Padova       | Totale Padova   | Totale Padova   | 62+2       | 27         |                 | 0               | 0               |                    | -                  | -                  |             | -           | -           | 64     | 27     |
| 2012-2013           | Cesena          | B               | 37         | 15         | CI              | 3               | 1               | -                  | -                  | -                  | -           | -           | -           | 40     | 16     |
| 2013-2014           | Cesena          | B               | 35         | 5          | CI              | 2               | 1               | -                  | -                  | -                  | -           | -           | -           | 37     | 6      |
| 2014-2015           | Cesena          | A               | 9          | 2          | CI              | 1               | 1               | -                  | -                  | -                  | -           | -           | -           | 10     | 3      |
| 2015-2016           | Cesena          | B               | 9          | 0          | CI              | 1               | 0               | -                  | -                  | -                  | -           | -           | -           | 10     | 0      |
| Totale Cesena       | Totale Cesena   | Totale Cesena   | 90         | 22         |                 | 7               | 3               |                    | -                  | -                  |             | -           | -           | 97     | 25     |
| 2016                | Chennaiyin      | ISL             | 13         | 3          | -               | -               | -               | -                  | -                  | -                  | -           | -           | -           | 13     | 3      |
| gen.-giu. 2017      | Forlì           | LP              | 14+1       | 1+0        | CI-LP           | -               | -               | -                  | -                  | -                  | -           | -           | -           | 15     | 1      |
| nov. 2017-gen. 2018 | Hamrun Spartans | PL              | 5          | 2          | CM              | 1               | 0               | -                  | -                  | -                  | -           | -           | -           | 6      | 2      |
| 2018-gen. 2019      | Tre Fiori       | CD              | 4          | 0          | CT              | 0               | 0               | UCL                | 0                  | 0                  |             | -           | -           | 4      | 0      |
| Totale carriera     | Totale carriera | Totale carriera | 398        | 120        |                 | 36              | 16              |                    | -                  | -                  |             | -           | -           | 434    | 136    |

### Statistiche da allenatore
Statistiche aggiornate all'8 maggio 2021.
| Stagione        | Squadra         | Campionato      | Campionato | Campionato | Campionato | Campionato | Coppe nazionali | Coppe nazionali | Coppe nazionali | Coppe nazionali | Coppe nazionali | Coppe continentali | Coppe continentali | Coppe continentali | Coppe continentali | Coppe continentali | Altre coppe | Altre coppe | Altre coppe | Altre coppe | Altre coppe | Totale | Totale | Totale | Totale | % Vittorie | Piazz.      |
| Stagione        | Squadra         | Comp            | G          | V          | N          | P          | Comp            | G               | V               | N               | P               | Comp               | G                  | V                  | N                  | P                  | Comp        | G           | V           | N           | P           | G      | V      | N      | P      | %          | Piazz.      |
| --------------- | --------------- | --------------- | ---------- | ---------- | ---------- | ---------- | --------------- | --------------- | --------------- | --------------- | --------------- | ------------------ | ------------------ | ------------------ | ------------------ | ------------------ | ----------- | ----------- | ----------- | ----------- | ----------- | ------ | ------ | ------ | ------ | ---------- | ----------- |
| 2022-2023       | Classe          | Ecc.            | 38         | 10         | 7          | 21         | CI-Ecc.         | 1               | 0               | 0               | 1               | -                  | -                  | -                  | -                  | -                  | -           | -           | -           | -           | -           | 39     | 10     | 7      | 22     | 25,64      | 16º (retr.) |
| Totale carriera | Totale carriera | Totale carriera | 38         | 10         | 7          | 21         |                 | 1               | 0               | 0               | 1               |                    | -                  | -                  | -                  | -                  |             | -           | -           | -           | -           | 39     | 10     | 7      | 22     | 25,64      |             |

## Palmarès

### Club

#### Competizioni giovanili
- Torneo di Viareggio: 1

Milan: 1999

#### Competizioni nazionali
- Serie C1: 1

Ravenna: 2006-2007